# Аманинатакилебте
Аманинатакилебте — царь Куша (Нубия) в 538—519 годах до н. э.

## Биография

### Археологические данные
Именем Аманинатакилебте надписана пирамида № 10 в Нури и несколько блоков из Мероэ. В пирамиде находился золотой цилиндр, такие же цилиндры были найдены также в могиле Аспелты. Их предназначение до сих пор остаётся неизвестным. Также в пирамиде Аманинатакилебте найдено зеркало из серебра с инкрустациями из золота, 14 × 17,8 см, и нагрудник из золота с образом крылатой Изиды, Музей изящных искусств (Бостон).

### Война с Персией
Во время его правления произошло вторжение в Египет персидского царя Камбиса II. Быстро и жестоко покорив Египет, Камбис послал разведчиков в Мероэ. Согласно Геродоту, это были «ихтиофаги», жители побережья Красного моря (на широте Элефантина), которые говорили на кушитском наречии. Посольство принесло с собой в качестве подарков пурпурную одежду, ожерелье из золота, браслеты, лодку из алебастра с мазями, и финикийское вино.
Однако Аманинатакилебте не обманулся по этому поводу. Он отнесся презрительно к подаркам и дал надменный ответ о готовности его страны к войне. Камбис, по прибытии соглядатаев, разгневавшись, без промедления и не позаботившись о снабжении своих войск продовольствием, с отборными отрядами (50 000, по «Истории» Геродота) пошёл против Куша.
Первое войско, известное как «потерянное войско Камбиса», было «поглощено» пустыней, попав в песчаную бурю. Второй поход не был столь губительным, но также не достиг поставленных целей: не пройдя пятой части намеченного расстояния до Мероэ, Камбис столкнулся с нехваткой продовольствия. Продолжая продвижение, его рать прибыла в песчаные места, где, в виду голода, согласно Геродоту, войскам пришлось бросить жребий, приговорив каждого десятого к смерти, для пропитания остальных. Камбис прекратил кампанию и отступил в Фивы с многочисленными потерями.
Персидские записи показывают, что по крайней мере северная часть страны была всё же завоёвана.